# Kyathanahalli, Krishnarajpet
Kyathanahalli là một làng thuộc tehsil Krishnarajpet, huyện Mandya, bang Karnataka, Ấn Độ.